# Theophil Tschudy

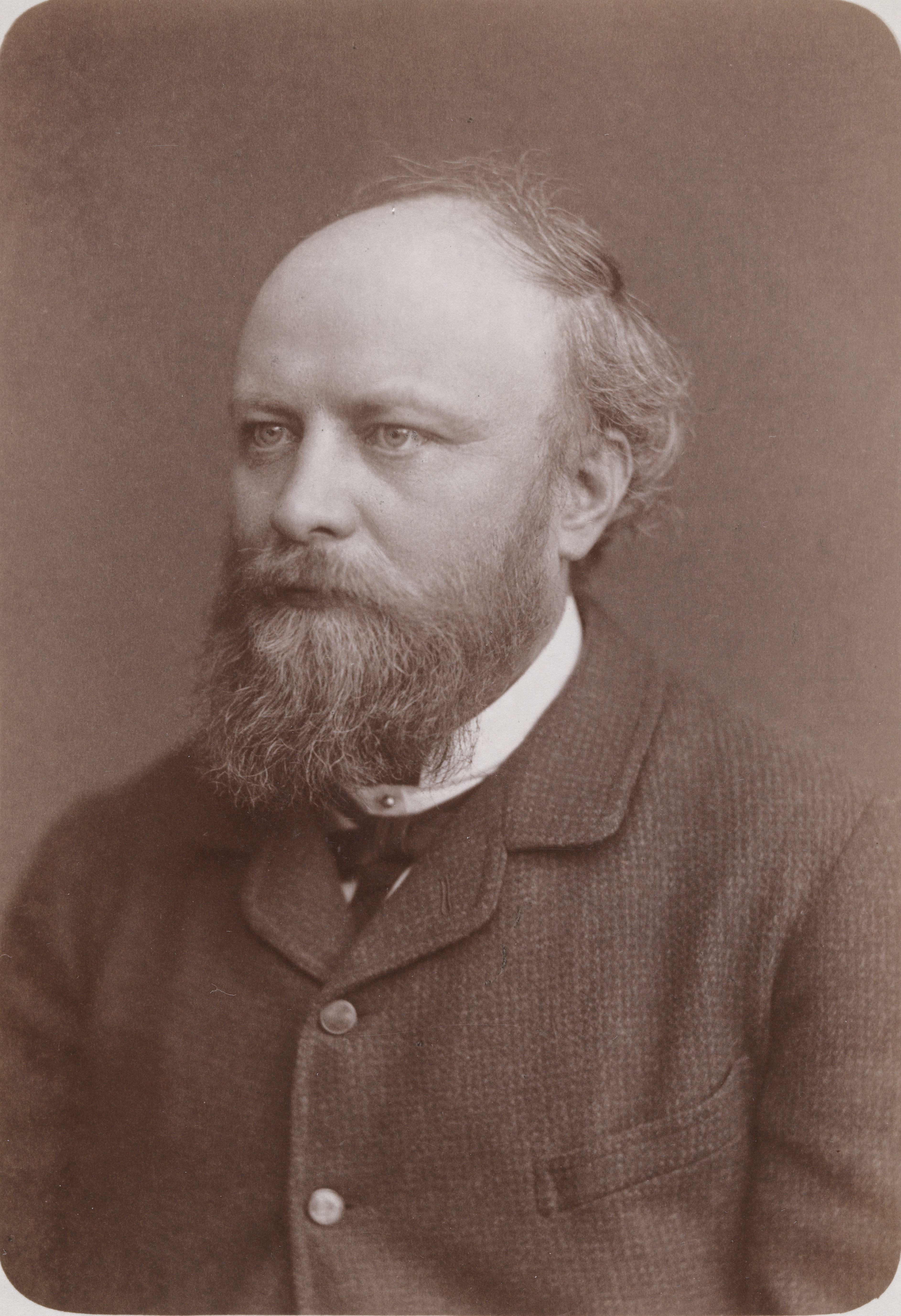
Theophil Tschudy

Theophil Tschudy (* 6. März 1847 in Mumpf; † 15. November 1911 in Zürich) war ein Schweizer Architekt.

## Biografie
Theophil Tschudy war ein Sohn des Mumpfer Gemeindeammanns und Mühlenbesitzers Jakob Tschudy-Waldmeier. Er begann nach der Kantonsschule Aarau 1867 das Architekturstudium an der ETH Zürich bei Gottfried Semper.
Nach Abschluss des Studiums arbeitete er ab 1869 bei Johann Friedrich Würth in Davos und ab 1872 bei Rudolf Ludwig Ray in Budapest. Letzterer war bekannt für monumentale Prachtbauten von speziellen Dimensionen. Wieder in Zürich wirkte er ab 1875 im Architekturbüro von Heinrich Ernst, im folgenden Jahr machte er sich selbständig.
Von 1878 bis 1908 führte er mit Alfred Chiodera ein gemeinsames Architekturbüro. 1879 heiratete Theophil Tschudy Lina Brunner, Tochter im Hotel «Baur en Ville», dessen Umbau er damals besorgte. Tschudy arbeitete an verschiedenen Hotel-, Villen-, Kirchen- und Synagogenprojekten im In- und Ausland. In seinen drei letzten Lebensjahren führte er wieder ein eigenes Büro.
Viele Bauten, an denen er beteiligt war, sind denkmalgeschützt, so auch die Villa Patumbah in Zürich und die beiden Synagogen in St. Gallen und Zürich.

## Galerie

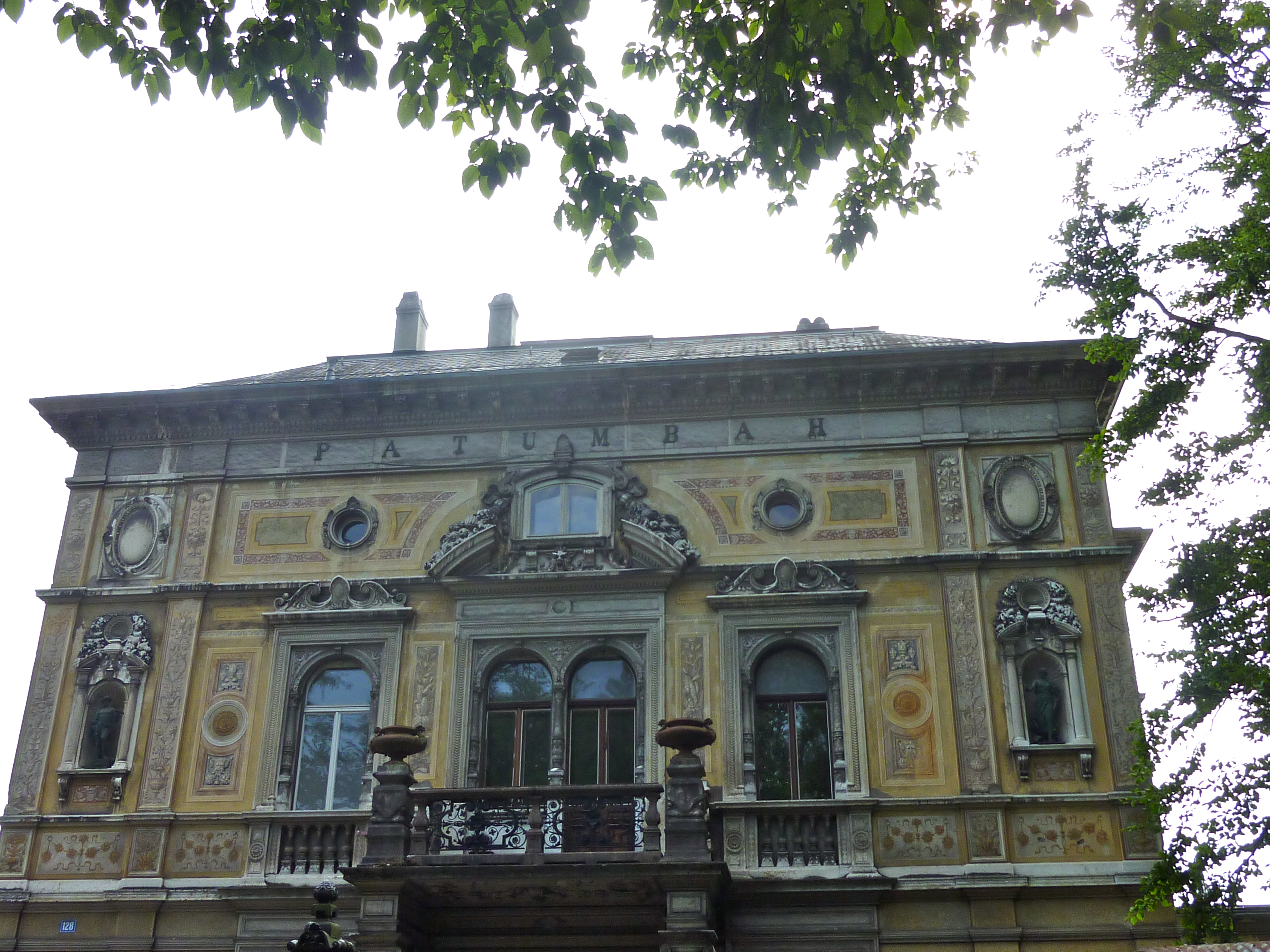
Vorderseite der Villa Patumbah, Zollikerstrasse 128, Zürich
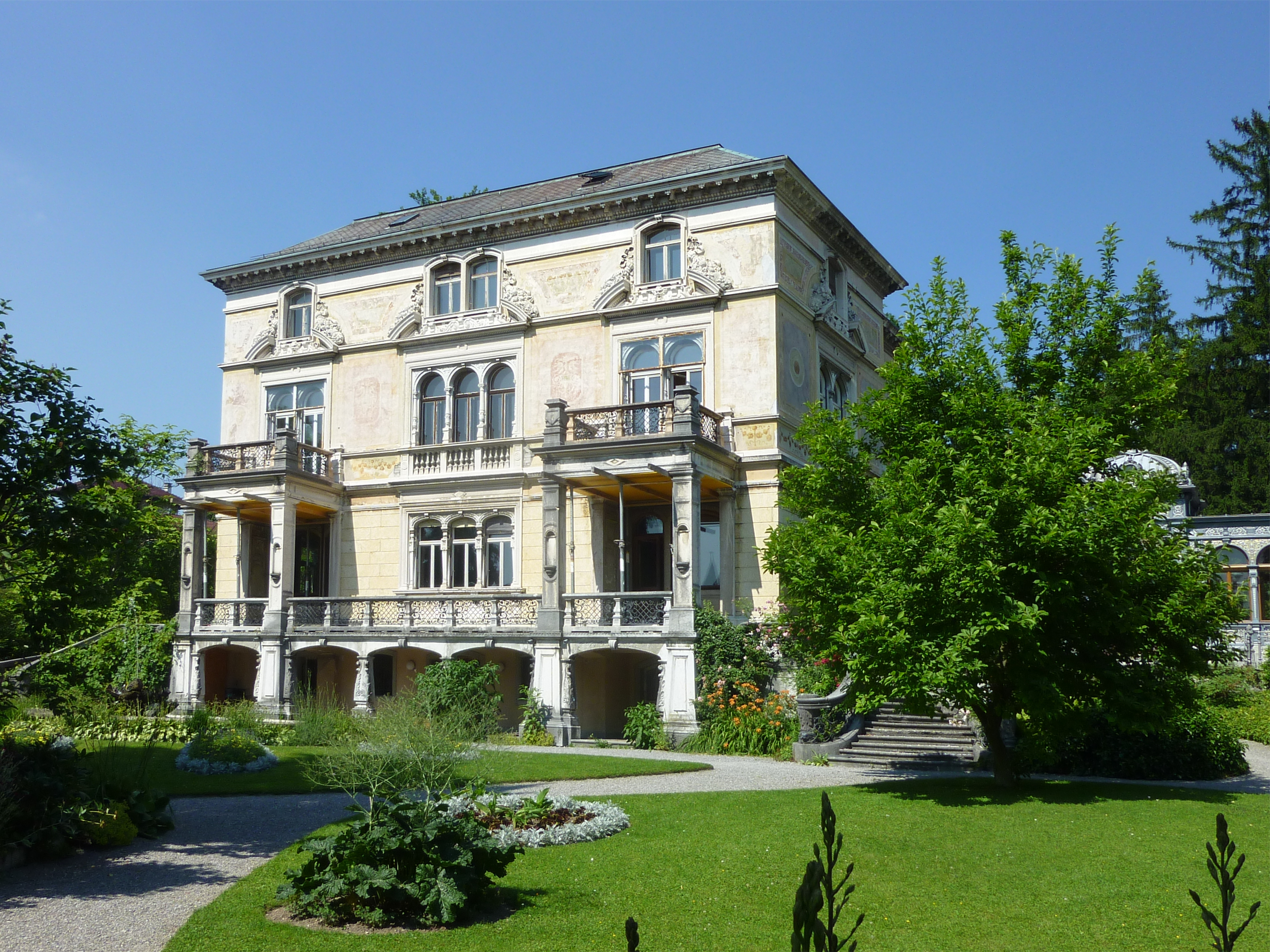
Rückseite der Villa Patumbah
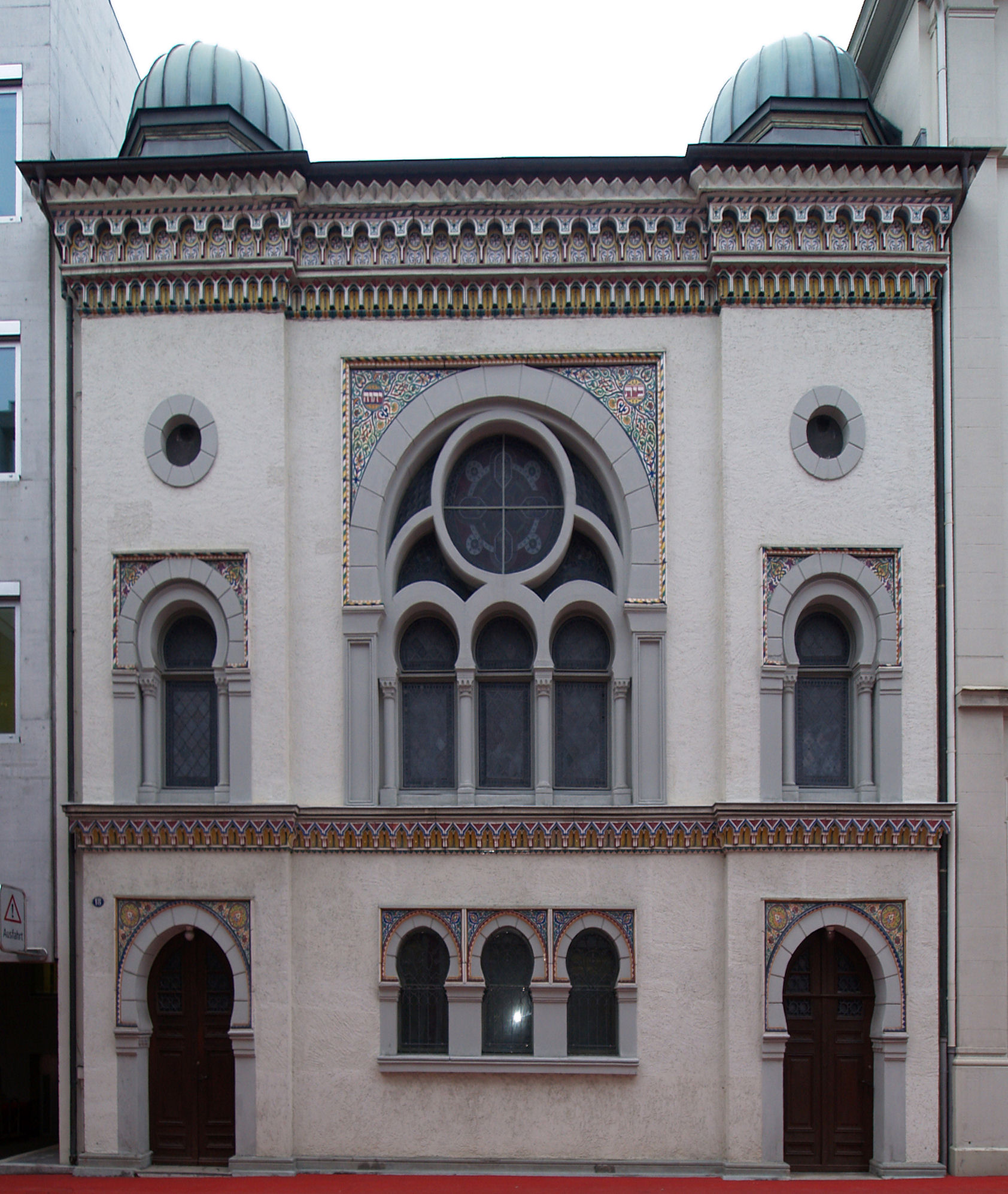
Synagoge St. Gallen an der Frongartenstrasse 18
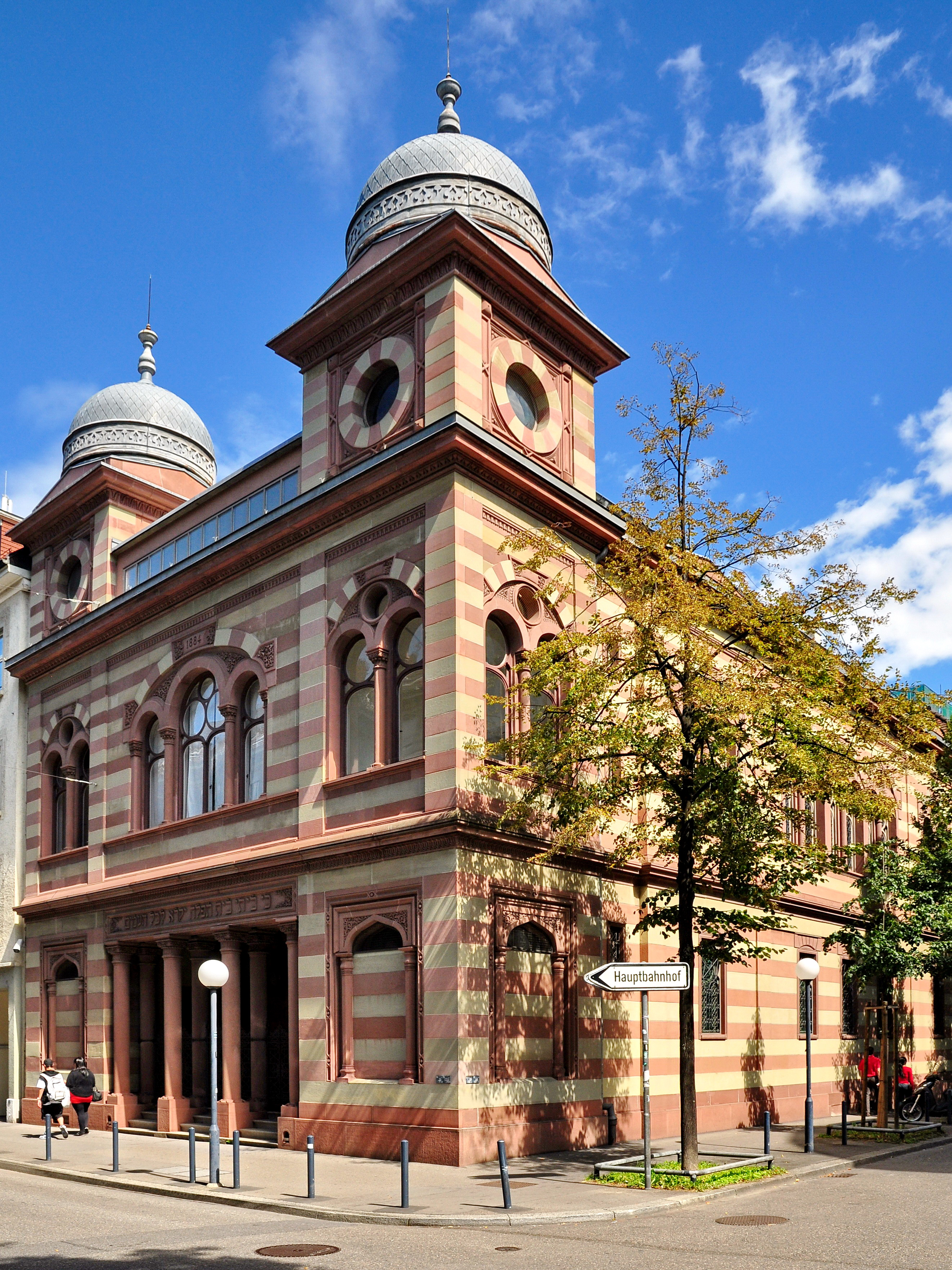
Synagoge Zürich an der Löwenstrasse 10